# Poslední vrchol
Poslední vrchol (v originále La última cima) je španělský dokumentární film režiséra Juana Manuela Cotela z roku 2010. 
Protagonistou snímku je Pablo Domínguez Prieto, španělský kněz, který zemřel v únoru 2009 při sestupu z hory Moncayo.
Česko je sedmnáctou zemí, kde byl film uveden. Česká premiéra filmu se konala 8. ledna 2014 v kině Atlas v Praze za účasti režiséra.